# La Fourche (metropolitana di Parigi)
La Fourche è una stazione della linea 13 della metropolitana di Parigi.

## La stazione

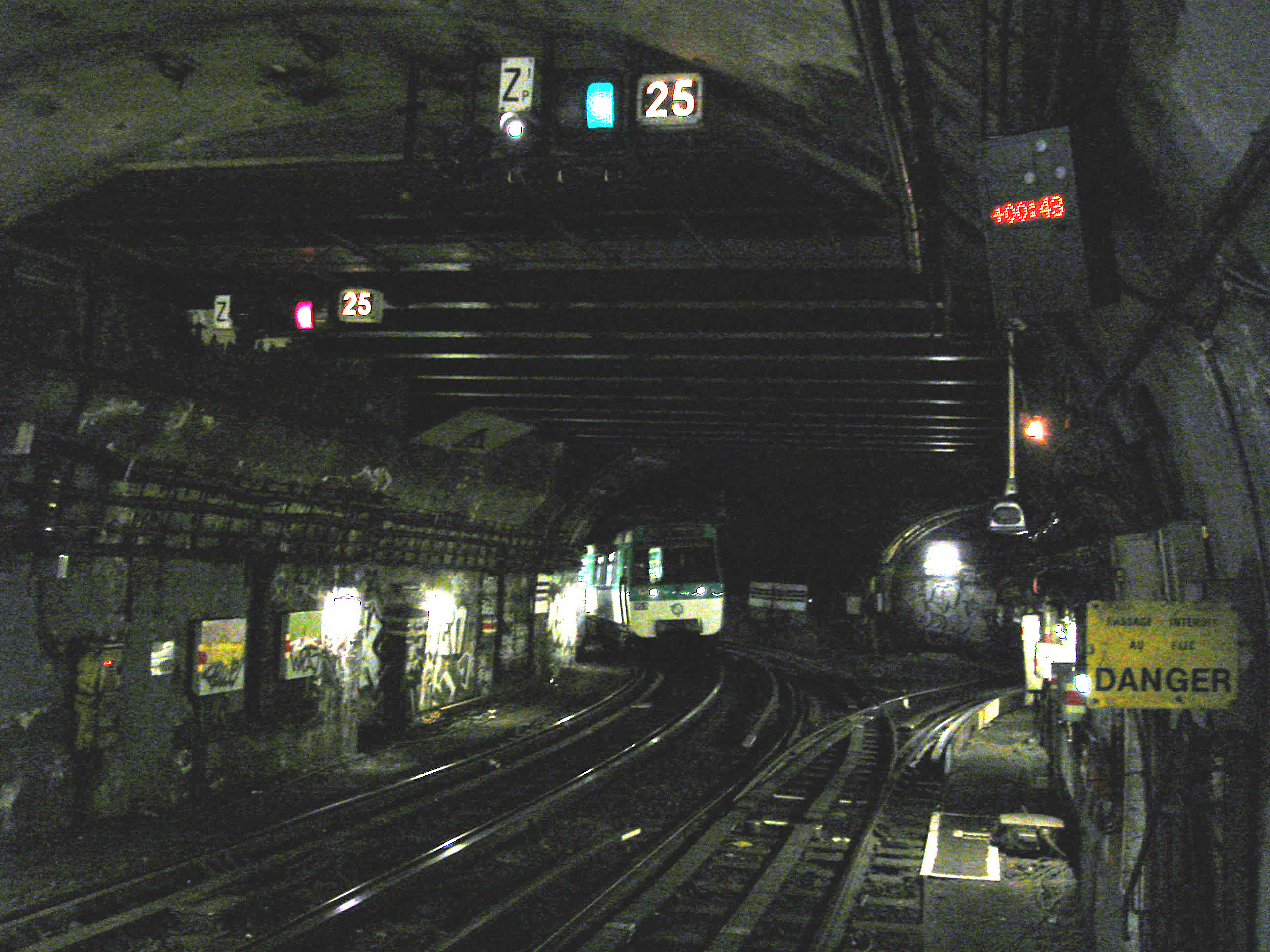
La biforcazione all'uscita della stazione. A sinistra il ramo proveniente da Asnières.

La Fourche è il nome dell'incrocio, esistente in superficie, dove l'avenue de Clichy interseca l'avenue de Saint-Ouen.
All'uscita della stazione la linea si biforca in due tronconi che si dirigono rispettivamente ai capolinea:
- il ramo Asnières - Gennevilliers si instrada in un tunnel a due binari;
- il ramo Saint-Denis si sdoppia:
  - verso Saint-Denis, perde il doppio binario appena fuori della stazione La Fourche e lo ritrova alla stazione di Guy Môquet;
  - da Saint-Denis verso Châtillon, il binario diventa unico prima della stazione de   La Fourche e si immette poi nel binario del troncone unificato a Place de Clichy.

La stazione La Fourche ha tre marciapiedi:
- al primo livello:
  - un marciapiede verso Asnières o Saint-Denis (circa il 50% dei treni)
  - un marciapiede verso Saint-Lazare (dove passano soltanto i treni provenienti da Asnières)
- al livello inferiore:
  - un secondo marciapiede verso Saint-Lazare (dove passano i treni provenienti da Saint-Denis).

Un segnale luminoso indica ai viaggiatori il tempo di attesa e consente agli stessi di scegliere il marciapiede in cui arriva il primo treno per la stazione di Saint-Lazare. Gli arrivi sono sfalsati di circa due minuti per evitare resse dovute all'indecisione di quale treno prendere.

## Interscambi
- Bus RATP - 54, 74, 81
- Bus notturni - N15, N51